# .ec
.ec là tên miền Internet cấp cao nhất dành cho quốc gia (ccTLD) của Ecuador.
Đăng ký trực tiếp ở cấp 2 hoặc cấp 3 dưới những tên sau:
- .COM.EC Dùng cho thương mại
- .INFO.EC Thông tin chung
- .NET.EC Nhà cung cấp dịch vụ Internet
- .FIN.EC Dịch vụ và cơ quan tài chính
- .MED.EC Y tế và sức khỏe
- .PRO.EC Tổ chức chuyện nghiệp như luật sư, kiến trúc sư, kế toán,...
- .ORG.EC Tổ chức và thực thể phi chính phủ
- .EDU.EC Thực thể giáo dục.
- .GOV.EC Chính phủ Ecuador.
- .MIL.EC Quân sự Ecuador.